# Révolutions de couleur

Carte des révolutions de couleurs.

Les révolutions de couleur (de colour revolutions en anglais) sont une série de soulèvements populaires ayant eu lieu en Europe de l'Est et en Asie centrale entre 2000 et 2012 : 
- En 2000, la révolution des bulldozers en Serbie
- En 2003, révolution des Roses en Géorgie
- En 2004, la révolution orange en Ukraine
- En 2005, la révolution des Tulipes au Kirghizistan

Sont parfois incluses parmi les révolutions de couleur la révolution en jean biélorusse et la révolution du Cèdre au Liban. D'autres manifestations et protestations ont lieu en Arménie (2003/2004), Azerbaïdjan (2005) et Russie (2011/2012), mais elles ne réussissent pas à provoquer des changements politiques majeurs.
Provoqués par des fraudes électorales, la corruption ou des réformes impopulaires, certains de ces mouvements de contestation entraînent des changements politiques. Les réactions des gouvernements en place varient , allant de réformes limitées à une répression sévère des manifestants. Les conséquences à long terme de ces révolutions sont également diverses, certains pays ayant réussi à instaurer des réformes démocratiques, tandis que d'autres ont vu un retour à l'autoritarisme ou une instabilité prolongée.
Les révolutions de couleur sont souvent soutenues par des organisations non gouvernementales et des mouvements de la société civile, avec un soutien de l'Occident sous forme de financement, de conseil stratégique et de soutien médiatique. Les tactiques employées lors des révolutions de couleur inspirent le Printemps arabe au début des années 2010.

## Révolution des bulldozers en Serbie (2000)

### Crise postélectorale serbe de 2000

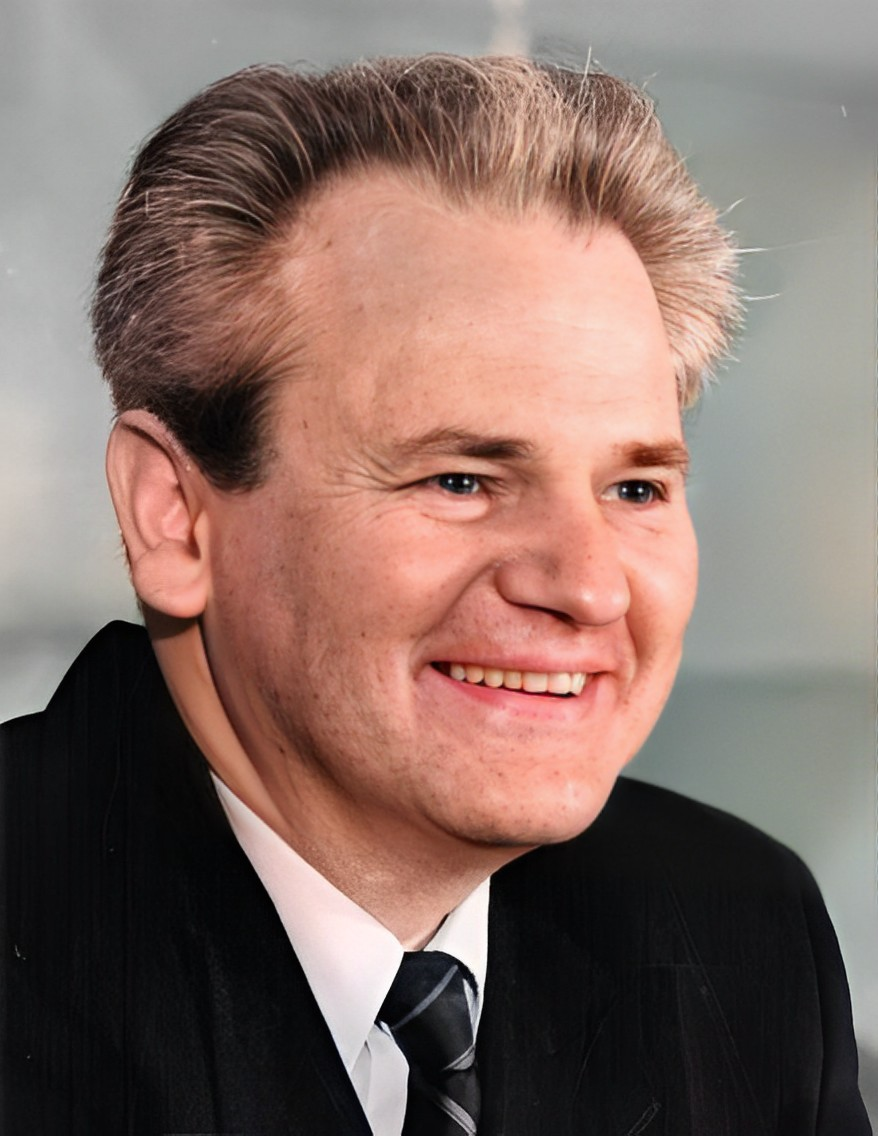
Slobodan Milošević

La crise postélectorale serbe de 2000 est généralement considérée comme la première révolution de couleur dans la littérature académique. À la fin des années 1990, la République fédérale de Yougoslavie, à la suite des guerres de Yougoslavie, se trouve confrontée à plusieurs problèmes politiques et socio-économiques majeurs. Le mécontentement populaire est exacerbé par un taux de chômage avoisinant les 40 %, l'hyperinflation ainsi que les pénuries et interruptions de services.
À l'époque, le pays est dirigé par Slobodan Milošević depuis 1989 et le Parti socialiste, un parti nationaliste serbe qu'il a fondé en 1990. À l'été 2000, des élections sont annoncées pour le 24 septembre 2000. Il est allégué que cette campagne électorale courte vise à empêcher la victoire des partis opposés à Milošević. Malgré ces conditions défavorables, l'opposition, qui est jusqu'alors divisée, parvient à former la coalition Opposition démocratique de Serbie. Composée de 18 partis politiques, elle présente l'avocat Vojislav Koštunica comme candidat à la présidence du pays.

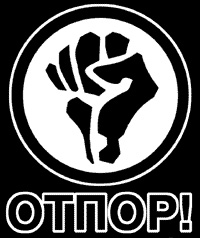
Symbole du mouvement serbe Otpor

En complément de l'opposition politique, des mobilisations populaires et des manifestations sont organisées en grande partie par le groupe de jeunes militants Otpor (Résistance). Ce réseau de militants, issu du mouvement étudiant, est formé en Occident aux techniques de manifestations pacifiques. Pendant la période électorale, Otpor collabore avec des organisations non-gouvernementales et des groupes de la société civile pour accroître le vote des jeunes. Les protestataires adoptent le slogan Gotov je (en serbe en écriture cyrillique : Готов је, « Il est fini ! »).
À l'approche de l'élection, Koštunica mène dans les sondages en dépit de la censure médiatique et d'une abstention électorale massive au Kosovo et Monténégro. Le 24 septembre, jour de l'élection, Koštunica remporte 51,71 % des suffrages exprimés, ce qui aurait rendu inutile le second tour des présidentielles, prévu pour le 8 octobre. Sous la pression du parti de Milošević, la commission électorale fédérale décide cependant de maintenir le second tour.
À la suite de l'annonce de la commission électorale fédérale, l'opposition appelle à la grève générale et au boycott du deuxième tour des élections. Dès le 27 septembre, des manifestations débutent à Belgrade et dans d'autres villes. Les mineurs de la mine de Kalubara, qui fournit près de la moitié du charbon pour la production électrique serbe, décident de faire grève. Réprimés par la police le 3 octobre, leur histoire permet de renforcer la mobilisation populaire. Sous pression, la Cour suprême de Serbie annule les résultats de l'élection du 24 septembre et appelle à reprendre l'élection en juillet 2001. L'opposition donne jusqu'au 5 octobre à Milošević pour abdiquer.

### Révolution du 5 octobre

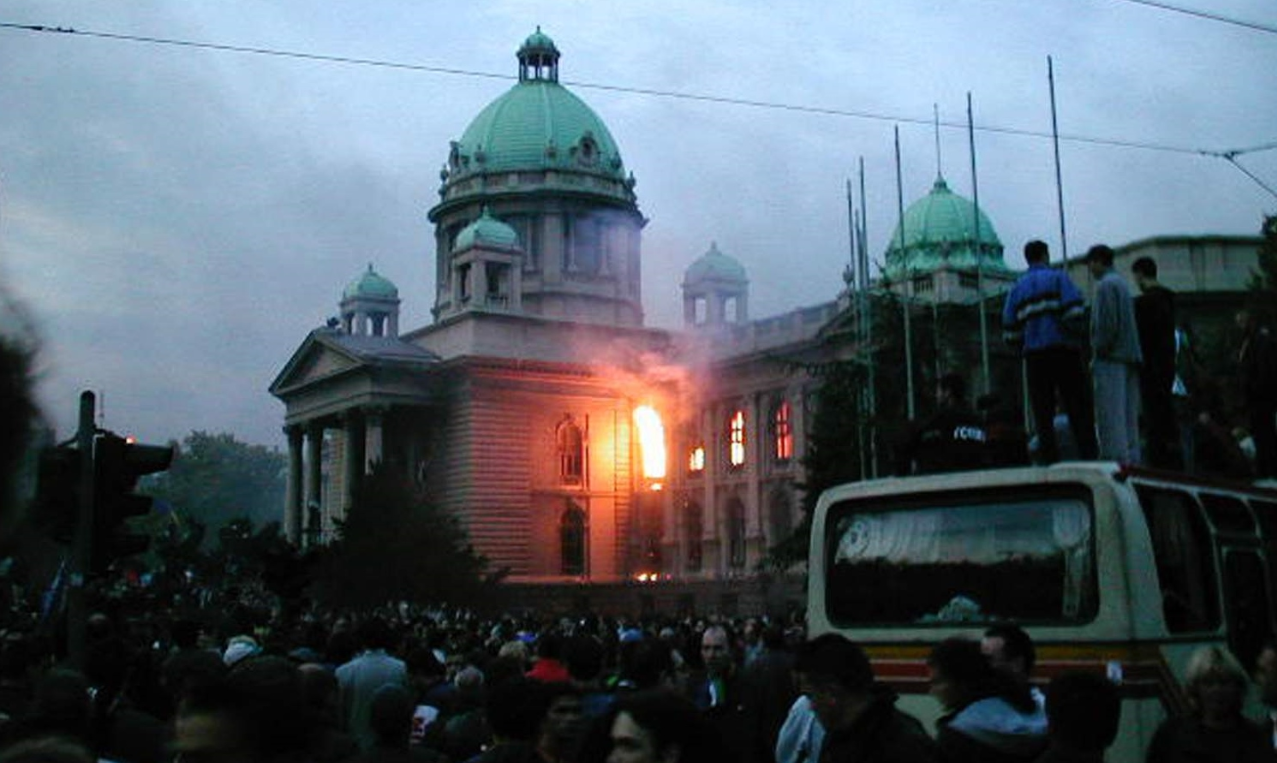
Incendie du bâtiment de l'Assemblée nationale à Belgrade lors de la révolution des bulldozers du 5 octobre 2000.

Arrivé au 5 octobre, des milliers de personnes ont déjà participé à des manifestations anti-Milošević à travers le pays. Plus d'un demi-million de personnes participent à la grande manifestation à Belgrade devant l'Assemblée nationale et la Radio-télévision de Serbie.
Le maire de Čačak, Velimir Ilić et Ljubisav Đokić, un opérateur au chômage, arrivent à la manifestation au volant d'un bulldozer et chargent le bâtiment de la Radio-télévision de Serbie. Cette action marque le tournant des manifestations, connues désormais sous le nom de « révolution des Bulldozers ». La police et les forces de sécurité n'opposent aucune résistance aux manifestants, qui prennent le contrôle de l'infrastructure politique. Depuis le balcon de l'hôtel de ville de Belgrade, Koštunica s'adresse au public.
Le 6 octobre, Milošević reconnaît la victoire de Koštunica aux élections, puis démissionne le 7 octobre. Koštunica est président de 2000 à 2003.

## Révolution des Roses en Géorgie (2003)

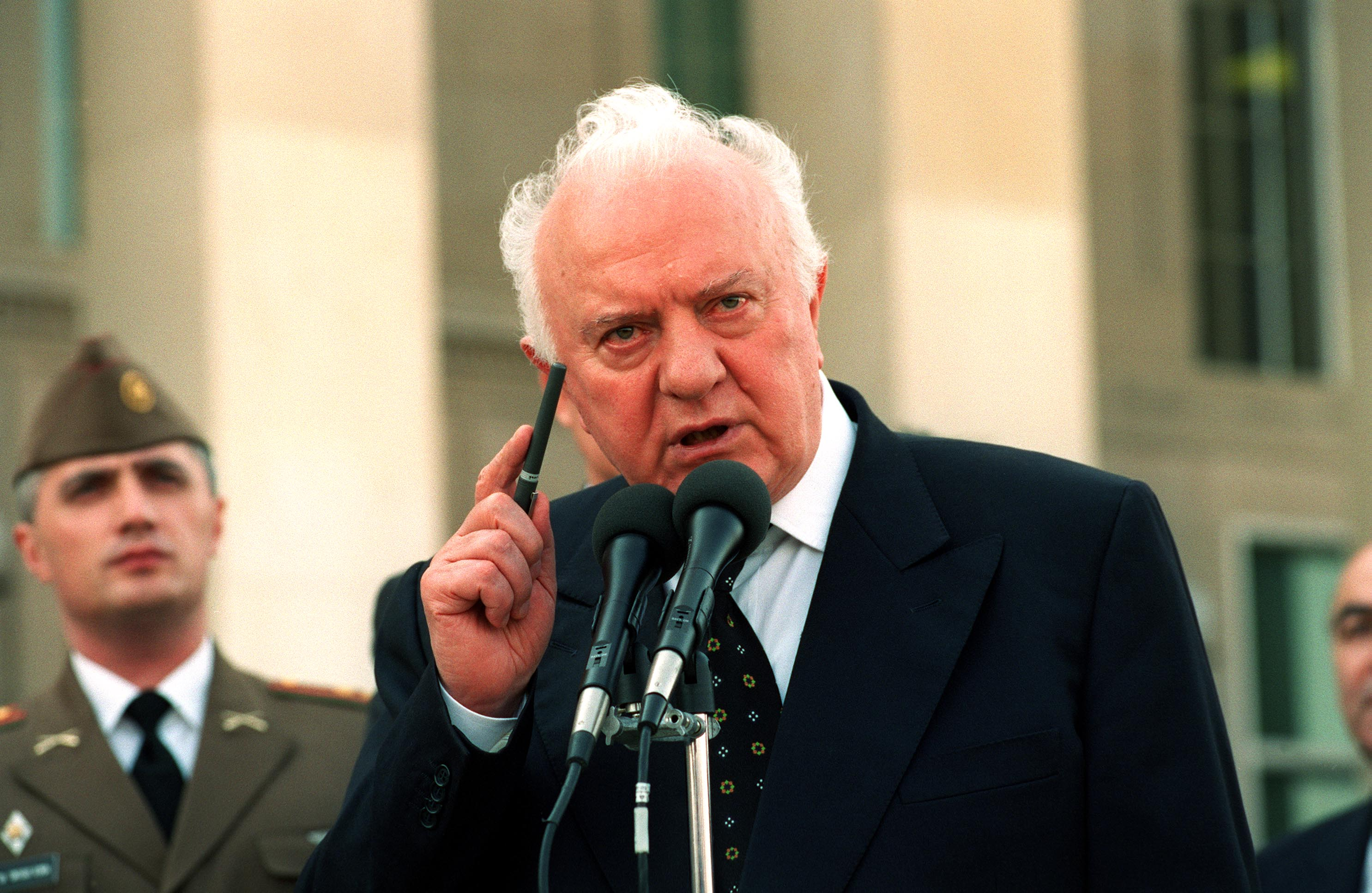
Edouard Chevardnadze.

La révolution des Roses, qui se déroule en novembre 2003 en Géorgie, est la première révolution de couleur en ex-URSS. Avec la chute de l'URSS et la réémergence des nationalismes dans le Caucase, la Géorgie connaît au cours des années 1990 une guerre civile qui entraîne le déplacement de près de 250 000 personnes. En 1992, Édouard Chevardnadze prend le pouvoir à la suite d'un coup d'État contre le président sortant, Zviad Gamsakhourdia. Après le renforcement des pouvoirs présidentiels par l'adoption d'une nouvelle constitution, il est élu président en 1995. Si Chevardnadze parvient à stabiliser le pays, c'est au prix d'un état dominé par des réseaux criminels, la corruption et des institutions non transparentes ; ses alliés et la famille de Chevardnadze contrôlent jusqu'à 70 % de l'économie. Au début des années 2000, le pays est en proie à une stagnation économique, à la corruption et peine à fournir des ressources essentielles comme l'eau et l'électricité.
À la fin des années 1990, l'Union des citoyens de Géorgie (UCG), le parti de Chevardnadze, est divisé par des pressions internes. Le parti, fondé en 1993 comme une coalition hétérogène de mouvements populaires, est rapidement confronté au factionnalisme en raison de la détérioration des conditions économiques du pays et des pressions exercées par les mesures d'austérité imposées par le Fonds monétaire international. La réélection de Chevardnadze en 2000 est entachée par de nombreuses allégations de fraude électorale.
À partir de 2000, la fragmentation de l'UCG entraîne le départ du ministre de l'intérieur Vaja Lortkipanidze, du ministre de la justice Mikheil Saakachvili, du président du parlement Davit Gamkrelidze, du secrétaire de l'UCG Edouard Sourmanidze et des parlementaires Davit Gamkrelidze et Zaza Sioridze. La plupart de ces défections profitent à d'autres partis et mouvements politiques comme le Mouvement national uni (MNU), fondé par Saakachvili en octobre 2001 et Démocrates unis. En 2002, Chevardnadze perd le soutien de son propre parti et du Parlement qui est de plus en plus polarisé. Le MNU remporte un grand succès aux élections municipales de 2002 ; Saakachvili est élu maire de Tbilissi, la capitale et plus grande ville du pays.
En Géorgie, suivant les élections contestées de 2003, une révolution conduit à la chute d'Edouard Chevardnadze et son remplacement par Mikheil Saakachvili après de nouvelles élections législatives en mars 2004. La révolution est soutenue par le mouvement de résistance civique Khmara.

## Révolution orange en Ukraine (2004)

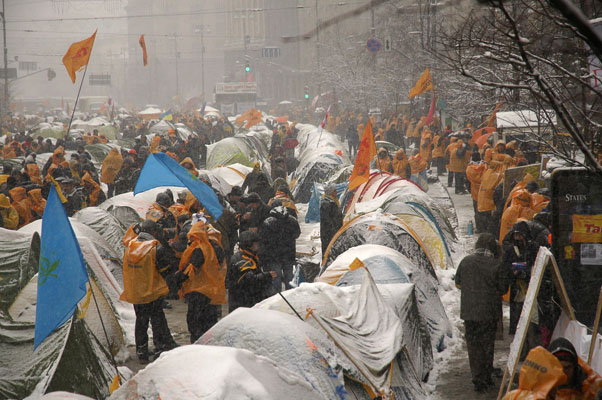
Tentes érigées aux abords d'une manifestation à Kiev lors de la révolution orange de 2004.

La révolution orange en Ukraine suit le second tour contesté de l'élection présidentielle ukrainienne de 2004 et conduit à l'annulation du résultat et à un second vote. Le leader de l'opposition Viktor Iouchtchenko est déclaré président, battant Viktor Ianoukovytch. La révolution orange est soutenue par Pora!.

## Révolution des Tulipes au Kirghizistan (2005)
La révolution des Tulipes est plus violente que les précédentes et suit les élections parlementaires kirghizes contestées de 2005. Elle est aussi moins unie que les révolutions précédentes. Les manifestants de différentes régions adoptent différentes couleurs pour leur protestation (rose et jaune). Cette révolution est soutenue par le mouvement de résistance des jeunes, Kelkel.

## Autres révolutions de couleur citées

### Révolution en jean en Biélorussie (2005)
La révolution en jean est une tentative avortée de révolution pacifique en Biélorussie menée par le Zubr dans le but de mener à la destitution du président Alexandre Loukachenko.

### Révolution du Cèdre au Liban (2005)

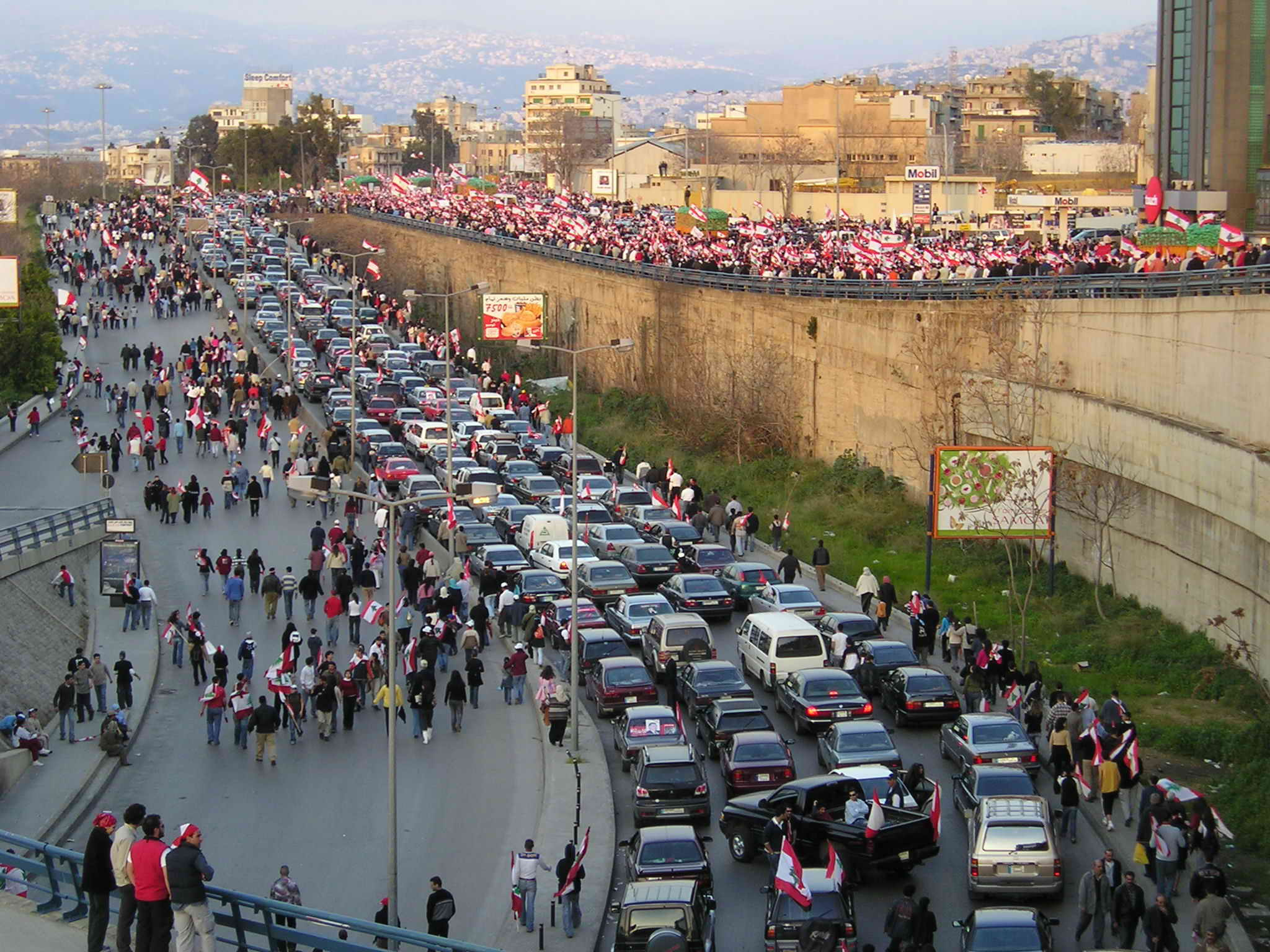
Manifestation à Beyrouth lors de la révolution du Cèdre de 2005.

La révolution du Cèdre au Liban, contrairement aux révolutions en Europe de l'Est ou en Asie centrale, ne suit pas une élection contestée, mais l'assassinat d'un leader de l'opposition, Rafiq Hariri, en 2005. Les participants exigent le retrait des troupes syriennes du pays. Mais certains éléments et méthodes utilisés lors des protestations sont assez similaires pour que ces évènements soient traités par la presse et les analystes comme une « révolution de couleur ».
Une importante contre-manifestation du Hezbollah, parti pro-syrien, n'est pas évoquée par la BBC, qui montre majoritairement la foule anti-syrienne[réf. nécessaire].
Le cèdre du Liban est le symbole du pays, et la révolution est nommée d'après lui, les manifestants pacifiques utilisant les couleurs blanche et rouge du drapeau du Liban.

## Rôle des ONG et des fondations américaines
À travers un réseau d'ONG (National Endowment for Democracy (NED), National Democratic Institute for International Affairs (NDI), Freedom House, Open Society Institute), les États-Unis affichent leur soutien à « des programmes de formation à l’action civique et à la prévention des fraudes électorales ou encore [à] la liberté de la presse, [aux] droits de l’homme et [à] la lutte contre la corruption » dans le monde. Rudy Reichstadt souligne que « l’idée d’un lien intime entre économie de marché, développement et démocratie libérale est en effet au cœur de la doctrine de sécurité américaine. (...) Dans le monde issu de la fin de la Guerre froide, les Etats-Unis font coïncider leurs intérêts stratégiques à long terme avec le soutien aux transitions démocratiques. Il n’y a donc rien d’étonnant à ce qu’ils encouragent les aspirations démocratiques là où elles se manifestent ».
Le journal britannique The Guardian écrit que USAID, National Endowment for Democracy, l'International Republican Institute, le National Democratic Institute for International Affairs et Freedom House sont intervenus directement.
Des activistes d'Otpor en république fédérale de Yougoslavie et de Pora! en Ukraine déclarent que les publications et les formations qu'ils ont reçues du personnel de l'Albert Einstein Institution, basée aux États-Unis, ont contribué à la formation de leurs stratégies[réf. nécessaire].

## Interprétations

### Rôle des médias
Pour Régis Genté, le rôle des médias est central dans cette série de révolutions. Ils sont utilisés comme « une arme redoutable dans la main de ceux qui se présentaient comme les révolutionnaires ». Ces médias « ont diffusé des informations que les organes gouvernementaux ou proches du pouvoir ne divulguaient pas, faisant du champ médiatique l’objet d’âpres disputes au fur et à mesure que le pouvoir se sentait menacé, notamment à l’approche d’échéances électorales », et consistant « à avoir le soutien, réel ou apparent, du peuple », notamment pour « dissuader le pouvoir d’employer la force ».

### Instrumentalisation et surinterprétation des révolutions de couleur
D'après Rudy Reichstadt, les révolutions de couleurs ont changé de signification et de connotation à travers leur traitement par la littérature conspirationniste et les régimes hostiles (Russie, Venezuela, Syrie, Iran) : « De révolution populaire pacifique traduisant les aspirations sincères d’une société civile exaspérée par les fraudes, la corruption et l’étouffement des libertés publiques, « révolution de couleur » en est venu à désigner une tentative d’ingérence visant à fomenter des coups d’État soft contre des régimes jugés trop indociles à l’égard des États-Unis ». Rudy Reichstadt considère que cette approche a plusieurs limites :
- le déni de toute volonté ou capacité d'action autonomes aux peuples ;
- « sa représentation fantasmée des États-Unis, conçus comme une entité à la fois démoniaque et monolithique qui serait dotée d’une volonté immuable tout au long de l’histoire, en dépit des changements d’administration » ;
- le fait « de négliger un ensemble de facteurs historiques et matériels qui ont leur part dans ces révolutions de couleurs » et, à l'inverse, de surestimer « le rôle d’ONG de promotion des droits de l’homme » par rapport aux régimes en place[5].

Pekka Kallioniemi, expert en influence numérique et désinformation et Morten Hammeken, historien, vont dans le même sens et nuancent le rôle joué par les acteurs occidentaux ; ils expliquent que « Le terme « révolution de couleur » est souvent utilisé de manière péjorative dans ce contexte pour décrire le militantisme pro-démocratie à travers le monde comme une façade pour les marionnettistes américains. » Les deux auteurs pointent le rôle de pays comme la Russie qui accusent tout « mouvement démocratique quelque part dans le monde [qui] ne correspond pas aux intérêts géopolitiques de la Russie » d'être financé et dirigé par les États-Unis. Ils qualifient cette rhétorique d'« attitude impérialiste qui dénie aux populations toute aspiration indépendante ».
D'après l'anthropologue et sociologue Boris Pétric, les révolutions de couleur sont les manifestations d'un monde globalisé politiquement qui n'est toujours pas sorti de certaines idéologies de la guerre froide. Ainsi, les médias et l'opinion publique des deux camps sur-analysent les causes et responsabilités de ces révolutions. D'après lui, « les analyses de ces événements ont été marquées par une polarisation simpliste : côté russe, la théorie du complot, consistant à voir dans ces révolutions essentiellement la main américaine; de l’autre, la minimisation ostensible du rôle des ONG et des autres acteurs occidentaux dans les changements en cours ».